# Stefano Desideri
Stefano Desideri (Roma, 3 de julho de 1965) é um ex-futebolista profissional italiano que atuava como meia.

## Carreira
Stefano Desideri se profissionalizou no Piacenza.

## Seleção
Stefano Desideri integrou a Seleção Italiana de Futebol nos Jogos Olímpicos de 1988, de Seul.

## Títulos
Roma
- Coppa Italia : 1985–86, 1990–91.